# New Llano
New Llano é uma cidade  localizada no estado americano de Luisiana, na Paróquia de Vernon.

## Demografia
Segundo o censo americano de 2000, a sua população era de 2415 habitantes.
Em 2006, foi estimada uma população de 2070, um decréscimo de 345 (-14.3%).

## Geografia
De acordo com o United States Census Bureau tem uma área de
2,5 km², dos quais 2,5 km² cobertos por terra e 0,0 km² cobertos por água. New Llano localiza-se a aproximadamente 70 m acima do nível do mar.

## Localidades na vizinhança
O diagrama seguinte representa as localidades num raio de 24 km ao redor de New Llano.